# Rafael Correa
Rafael Vicente Correa Delgado (sinh ngày 6 tháng 4 năm 1963)  là Tổng thống Ecuador. Ông lãnh đạo Ecuador gia nhập Liên minh Bolivar vì châu Mỹ vào tháng 6 năm 2009.
Là một nhà kinh tế học được đào tạo ở Ecuador, Bỉ và Hoa Kỳ, ông từng giữ chức Bộ trưởng Tài chính vào năm 2005. Ông được bầu làm tổng thống vào cuối năm 2006 và nhậm chức tháng 1 năm 2007. Ông tái thắng cử vào tháng 4 năm 2009 và tuyên thệ nhậm chức vào ngày 10 tháng 8 năm 2009.